# 前田隆 (野球)
前田 隆（まえだ たかし、1967年11月25日 -）は、宮崎県延岡市出身の元プロ野球選手（内野手/外野手）。右投左打。

## 来歴・人物
宮崎県立延岡西高等学校では途中退部するも、素質を見込まれ社会人野球の三菱自動車水島へ進み、1988年のプロ野球ドラフト会議で読売ジャイアンツ（巨人）から5位指名され入団。契約金と年俸はそれぞれ4000万円、450万円（いずれも推定）だった。

### 選手としての特徴
現役時代の松本匡史を上回る100m走10秒9の俊足は巨人史上最速と評され、「青い稲妻2世」として1年目から期待されていた。社会人野球では天分だけで盗塁できたが、プロに入って改めてリードやスタートの技術などを学び直したという。
1991年のシーズンオフには二軍監督・末次利光の指示で大相撲の玉ノ井部屋に体験入門している。その際、外傷性股関節脱臼と大腿二頭筋、半腱様筋の数十か所を筋膜断裂するという大怪我を負ってしまう。その後、懸命なリハビリを続けて1994年には二軍のシーズン記録となる51盗塁を達成した。キャンプでは毎年のように「巨人の野球を変える男」と期待され続けていたが、一軍公式戦出場はなく1997年に引退。

### 現役引退後
引退後、テレビ番組『三宅裕司のドシロウト』（2001年8月14日、山口放送・日本テレビ系列各局放映。第68回・ゲストテーマ…元プロスポーツ選手）に出演し現役時代の思い出や近況を語った。現在は飲食・不動産・スポーツイベントの会社を経営している。

### 指導者として
2002年に中学硬式野球チームの東京青山リトルシニアを設立し、その後、高校生ドラフトで中日ドラゴンズから1位指名を受けた赤坂和幸や東京ヤクルトスワローズから2位指名を受けた松本健吾、元京都アストドリームスの荒井蛍らを指導した経験を持ち、現在は会長としてチーム運営を行なっている。
また、西武ライオンズと読売ジャイアンツで活躍した大久保博元が代表を務めるデーブベースボールアカデミーのプロフェッショナルコーチとしても野球指導を行っている。2020年のプロ野球ドラフト会議（新人選手選択会議）で西武ライオンズから3位指名を受けた山村崇嘉を塾生としてバッティングのコーチをしていた。
2022年には一般財団法人全日本野球協会、公益財団法人全日本軟式野球連盟、一般社団法人日本野球機構が認定するU-15･U-12公認野球指導者、公認学童コーチ、NPB公認指導者の資格認定を受けている。

### 読売巨人軍OBスカウト
2020年6月27日、読売ジャイアンツの原辰徳監督が兼ねてより構想していた巨人軍全国OBスカウト網が正式に発足し、株式会社読売巨人軍とOBスカウトとしての契約を締結。東京エリアの有望選手の情報を巨人に提供する役割を担う。その後2023年10月に巨人軍の原辰徳監督が辞任を表明したことをきっかけに来期のスカウト要請を辞退した。

### NPO法人 がんばる時はいつも今（特定非営利活動法人）
これまで二十数年間にわたりスポーツを中心にボランティア活動を行っており、自身が会長を務める中学硬式野球チームからは数々の甲子園球児やプロ野球選手を輩出してきた。野球だけではなく様々なスポーツや出会いを通じて更なる社会貢献活動をしたいという思いからNPO法人の設立を考え、設立申請から縦覧期間を経て10月31日に東京都から認証を受けた。翌月11月22日に法務局にて登記され理事長に就任した。
この法人の目的は「広く一般市民にスポーツの普及と特に青少年に対して健全育成を主としたスポーツ大会やイベント、講習会の企画及び運営に関する事業等を行い、スポーツ振興と子どもの健全育成を図り、公益に寄与すること」を目的としている。その他野球用品などの物品販売や所有施設及びマイクロバス賃貸事業も行い特定非営利活動に係る事業を行なっている。

## 詳細情報

### 年度別打撃成績
- 一軍公式戦出場なし

### 背番号
- 97 （1989年 - 1991年）
- 60 （1992年 - 1993年）
- 46 （1994年 - 1997年）